# 327 cuadernos
327 cuadernos es una película documental argentina de 2015 escrita,dirigida y protagonizada por Andrés Di Tella. El documental está basado y actuado por el afamado escritor Ricardo Piglia. La película hizo su aparición en cartelera el 10 de septiembre del mismo año.

## Sinopsis
Un documental emotivo sobre el escritor Ricardo Piglia.

## Premios y nominaciones

### Premios Sur
La décima edición de los Premios Sur se llevará a cabo el 24 de noviembre de 2015.
| Año  | Categoría                 | Nominado        | Resultado |
| ---- | ------------------------- | --------------- | --------- |
| 2015 | Mejor película documental | Andrés Di Tella | Nominado  |